# 高井神島灯台
高井神島灯台（たかいかみしまとうだい）は瀬戸内海の芸予諸島に位置し、愛媛県越智郡上島町に属する高井神島にある灯台である。
この灯台からは、瀬戸内海を一望できる。

## 概要
1921年に設置・初点灯される。その後は無人となって、高井神島のシンボルとなり、高井神島にある「高井神小学校・中学校」の校章に掲げられている。
高井神島の北部にあり、管轄しているのは海上保安庁第六管区海上保安本部 今治海上保安部である。

## 交通
上島町営フェリー （快速船）
- 因島の土生港から弓削島もしくは豊島に行き、高井神港へ約50分。そこから徒歩で約30分。町営汽船の運賃・時刻表

## 周辺情報
- 魚島
- 魚島諸島
- 因島